# Dobřívská lípa
Dobřívská lípa byla památný strom v obci Dobřív jihovýchodně od Rokycan v Plzeňském kraji. Lípa malolistá (Tilia cordata Mill.) rostla v obci u čp. 9. Odhadované stáří bylo 200 let, strom dosahoval výšky 21 m, obvod kmene 320 cm (měřeno 1985). V roce 1994 při kontrole památných stromů bylo zjištěno, že došlo k jejímu pokácení. Zastupitelstvo obce Dobřív rozhodlo o likvidaci stromu po vichřici, při které byla lípa rozlomena, na kmeni vznikla trhlina od rozvětvení až ke kořenům. Odborná firma vyhodnotila stav stromu jako nebezpečný a doporučila okamžitý odborný zásah (instalaci vazeb do koruny, ošetření a zastřešení dutin, redukci koruny), přesto byla lípa pokácena. Lípa byla chráněna od 2. listopadu 1985 jako krajinná dominanta.

## Památné stromy v okolí
- Alej u náhonu
- Dub u Burýšků
- Dub u Houšků
- Laiblova lípa